# Mariä Himmelfahrt (Aichach)

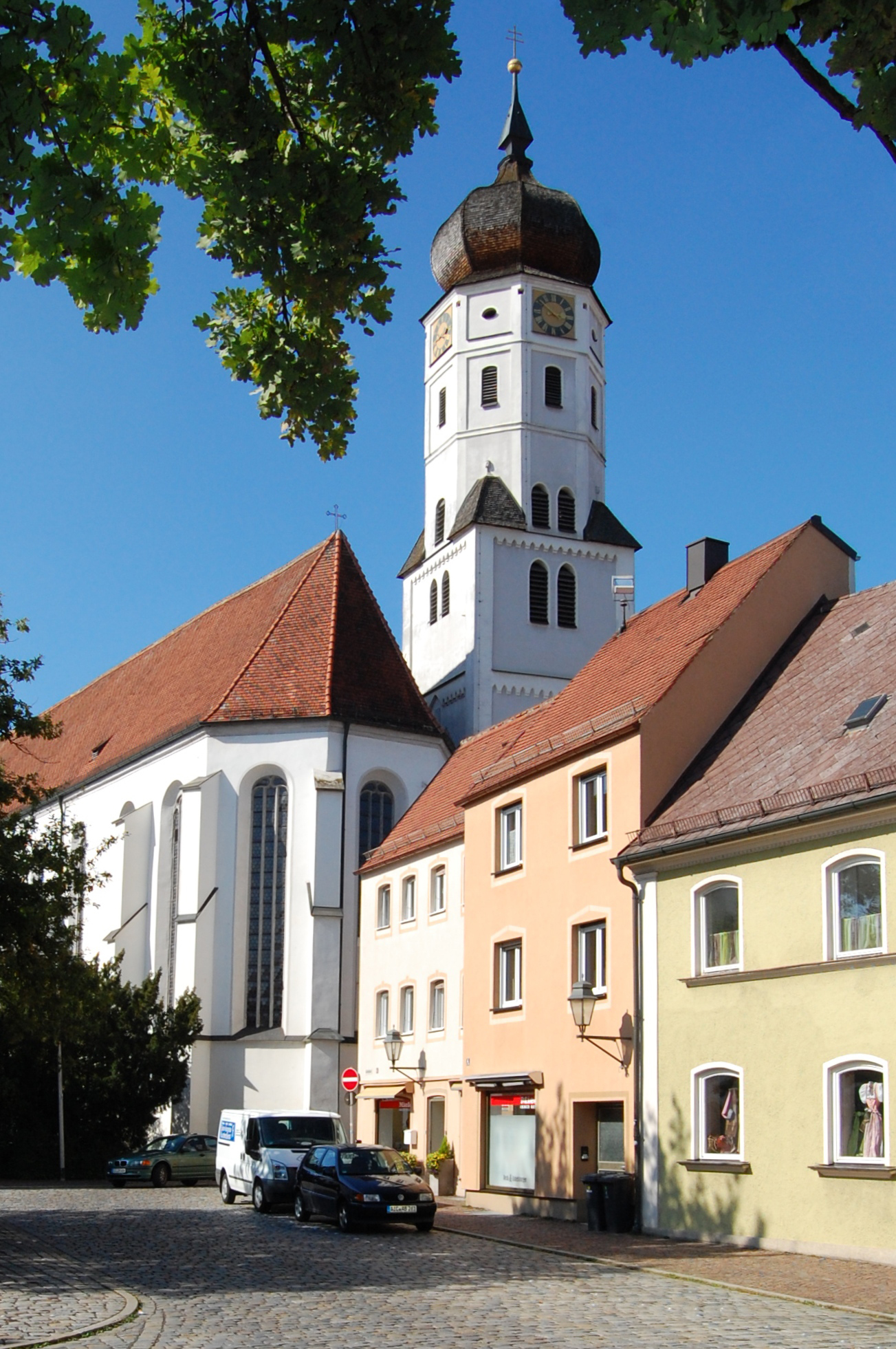
Stadtpfarrkirche Aichach vom Schlossplatz aus (2013).

Innenraum der Kirche (2023)

Die katholische Stadtpfarrkirche Mariä Himmelfahrt ist ein denkmalgeschütztes Kirchengebäude in Aichach.

## Geschichte
Eine erste urkundliche Erwähnung der Kirche stammt vom 17. September 1153. Die Kirche zu Aichach wurde 1210 von Herzog Ludwig der Kelheimer an den deutschen Orden gegeben. Das Langhaus des ursprünglich romanischen Gebäudes endete wohl bei den Stufen des heutigen Chores. Vom Turm war nur das Untergeschoss erhalten. Etwa um 1450 wurde die Kirche in die heutige Form umgebaut, sechs Fenster in der Hochwand des Mittelschiffes wurden zugemauert, die Seitenschiffe und das Mittelschiff waren vorher um vieles niedriger. In den Jahren 1709 und 1777 wurden zwei kleine Kapellen an das südliche Seitenschiff angebaut. Ab 1771 wurde die Kirche barockisiert. Bei einer Restaurierung des Kircheninneren von 1861 bis 1863 wurden wieder gotische Bauformen präferiert. Etwa 40 Grabplatten, die bisher in der Kirche angebracht waren, wurden ausgelagert. Zwischen 1906 und 1908 wurde das Innengebäude nach den Vorstellungen des Münchner Architekten des Historismus Richard Berndl umgestaltet. Der Innenraum wurde violett gestrichen und es wurden elektrische Beleuchtungskörper angebracht. In den Jahren 1955 bis 1956 wurde die Jugendstilausmalung übertüncht und der Hochaltar wieder in seinen alten farblichen Zustand gebracht. Holzaufbauten an zwei Altären wurden entfernt. 
Eine erneute Renovierung wurde von 1976 bis in die Mitte der 80er Jahre vorgenommen. Die Mauern wurden aufwändig saniert. Der Chorraum wurde neu gestaltet, ein Volksaltar eingerichtet, sowie 1989 eine neue Orgel beschafft. 2011 begann die Renovierung des Daches, der Außenwand, des Glockenturms mit dem Einbau von sechs neuen Bronzeglocken und eines Holzglockenstuhles, der seit Anfang 2017 abgeschlossen ist.
Im Jahr 2017 wird als nächstes Großprojekt die Innenrenovierung angegangen, die über eine Million Euro kosten soll. Ein besonderes Augenmerk wird dabei auf den Jugendstil-Kreuzweg von Georg Busch gelegt. Dieses herausragende Element der Kirche soll in seiner ursprünglichen Form, das heißt die 1955/56 übertünchten gemalten Rahmen, Nummern und Bezeichnungen der Stationen sollen wieder angebracht werden. Im Jahr 2020 soll die Generalsanierung des Gebäudes abgeschlossen werden.

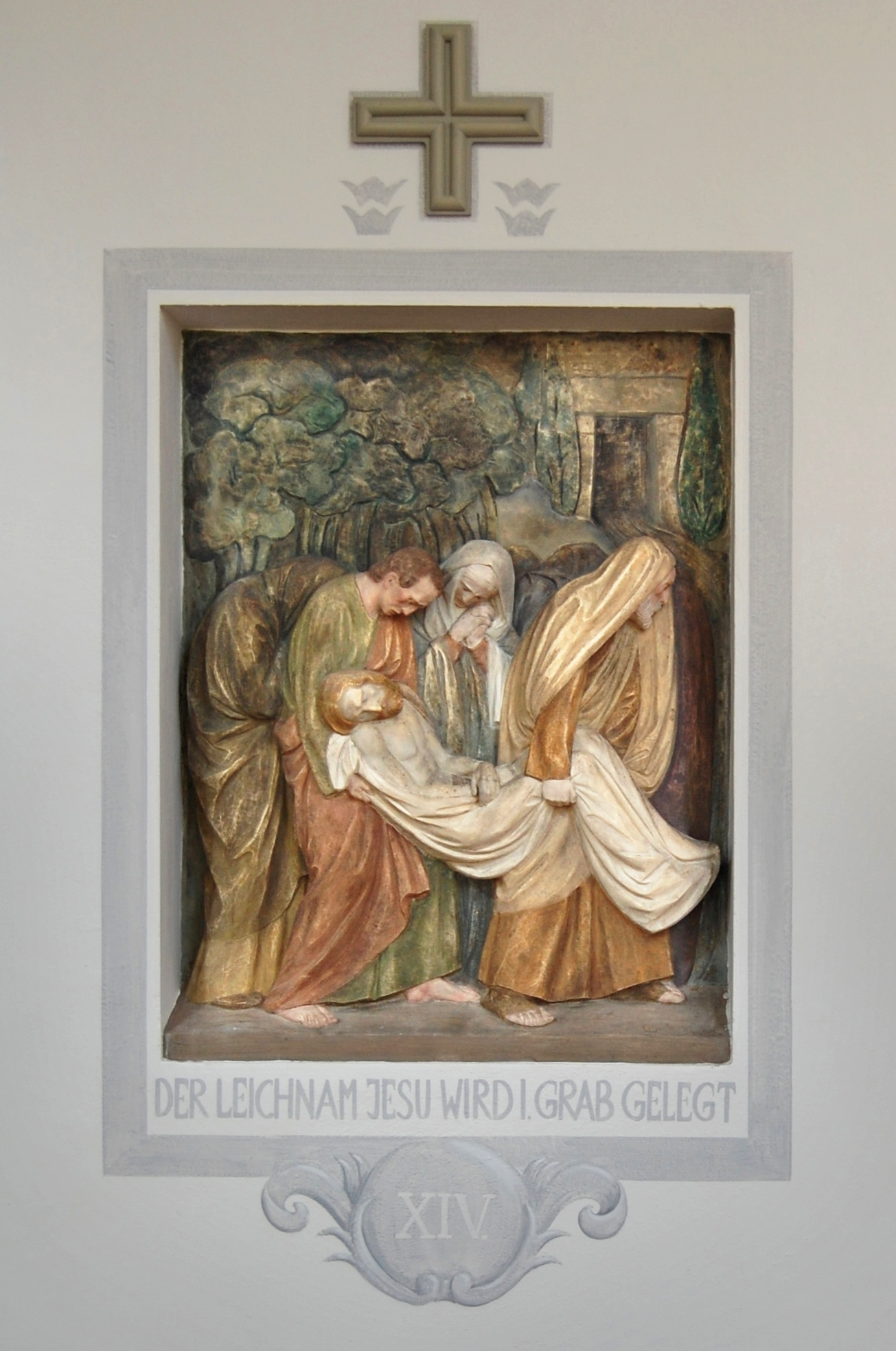
Station XIV aus dem Kreuzweg von Georg Busch (Zustand 2020)

## Ausstattung
- Der Hochaltar im Stil des Rokoko wurde von dem Kirchenschreiner Johann Anton Wiest aus Schrobenhausen gebaut. Er ist eine vereinfachte Kopie des Hochaltars in Osterhofen des Egid Quirin Asam.
- Die Klais-Orgel wurde 1989 aufgestellt.
- Die Kreuzigungsgruppe stammt aus der Zeit um 1908.
- Die Kreuzwegstationen aus der Zeit um 1908 wurden in Sandstein gehauen von Bildhauer Georg Busch; auch einzelne andere Statuen stammen aus dieser Zeit.
- Die Scheibe Anna Selbdritt entstand Anfang des 16. Jahrhunderts.

### Geläut
Das Geläut nach dem Ersten Weltkrieg bestand aus fünf Glocken, die teilweise den Krieg überstanden hatten oder danach gegossen wurden. Im Zweiten Weltkrieg mussten die Bronzeglocken 1942 für Kriegszwecke abgehängt und eingeschmolzen werden. 
| Name               | Ton  | Gewicht | Gießer                                | Jahr |
| ------------------ | ---- | ------- | ------------------------------------- | ---- |
| nicht bekannt      | h′   | 230 kg  | Joh.Hahn & Sohn, Landshut             | 1922 |
| nicht bekannt      | a′   | 370 kg  | Joh.Hahn & Sohn, Landshut-Reichenhall | 1925 |
| Apostelglocke      | fis′ | 730 kg  | Leonhard Niederwieser, Augsburg       | 1863 |
| St. Michaelsglocke | d′   | 1700 kg | Joh.Hahn & Sohn, Landshut-Reichenhall | 1922 |
| St. Konradsglocke  | H°   | 2280 kg | J. Hermann, Memmingen                 | 1872 |

Das Geläut von 1947 bestand aus fünf Stahlglocken, welche von Robert Haselberger gestiftet und vom Bochumer Verein in „Sekundschlagrippe“ gegossen wurden. Sie hingen alle mit gekröpften Jochen und Gegengewichtsklöppeln in einem Glockenstuhl aus Stahl. Korrosion an Glockenstuhl und Glocken führten zu Sicherheitsbedenken und zum Entschluss, ein neues Geläut anzuschaffen.
| Name           | Ton  | Gewicht | Anmerkung            |
| -------------- | ---- | ------- | -------------------- |
| Robertsglocke  | as′  | 622 kg  |                      |
| Annaglocke     | ges′ | 854 kg  |                      |
| Ignatiusglocke | es′  | 1420 kg | Angelusglocke        |
| Josefsglocke   | des′ | 2060 kg | Viertelstundenschlag |
| Marienglocke   | B°   | 3380 kg | Stundenschlag        |

Am 22. Juli 2016 wurden sechs neue Bronzeglocken in der Glockengießerei Bachert in Karlsruhe gegossen (Michaelsglocke 29. Juli) und am 15. August 2016 geweiht. Da der erste Guss der Dreifaltigkeitsglocke misslungen war, gab es am 16. November einen zweiten Guss, dem die Weihe am 29. November 2016 folgte. Offiziell läuten sie nun seit dem 24. Dezember 2016. Aufgrund statischer Probleme wurden die Glocken 3–6 im März 2020 vorübergehend stillgelegt. Die beiden kleinsten Glocken wurden mit einer Gegenpendelanlage ausgerüstet und können wieder läuten. Es wird weiter nach Maßnahmen gesucht, welche die Schwingungen am Turm eindämmen könnten (Stand: Januar 2021).
| Glocke | Name                  | Schlagton | Gewicht | Durchmesser | Inschrift (vorne) |
| ------ | --------------------- | --------- | ------- | ----------- | --- |
| 1      | Dreifaltigkeitsglocke | B° +0     | 3260 kg | 1780 mm     | DIE HIMMEL RÜHMEN DIE HERRLICHKEIT GOTTES, VOM WERK SEINER HÄNDE KÜNDET DAS FIRMAMENT.                                     |
| 2      | Marienglocke          | des′ +1   | 1975 kg | 1478 mm     | SALVE, REGINA, MATER MISERICORDIAE, …                                                                                      |
| 3      | St.-Josefs-Glocke     | es′ +1    | 1387 kg | 1317 mm     | HEILIGER JOSEF, STEH UNS BEI, DASS UNS GOTT BARMHERZIG SEI.                                                                |
| 4      | St.-Sebastians-Glocke | f′ +2     | 1026 kg | 1182 mm     | HEILIGER SEBASTIAN, PATRON UNSERER STADT AICHACH, HALTE DEINE HÄNDE SCHÜTZEND ÜBER UNS UND ALLE, DIE DEINE HILFE ERBITTEN. |
| 5      | St.-Anna-Glocke       | as′ +2    | 0783 kg | 1029 mm     | MEIN SCHALL RUFT WEIT / HÖRT IN DER ZEIT / DIE EWIGKEIT!                                                                   |
| 6      | St.-Michaels-Glocke   | b′ +2     | 0537 kg | 0915 mm     | HEILIGER ERZENGEL MICHAEL, VERTEIDIGE UNS IM STREIT GEGEN DIE BOSHEITEN DER WELT.                                          |

### Orgel
In der Aichacher Stadtpfarrkirche gab es bisher mehrere Orgeln. Eine erste Erwähnung einer Kirchenorgel in der Aichacher Kirche gab es im Jahr 1643, als eine schon vorhandene Orgel von Andreas Menhofer wiederhergestellt wurde. Im Jahr 1751 wurde eine neue Orgel mit zwölf Registern in das alte Gehäuse gebaut, welche 1832 durch einen Neubau von Martin Anwander ersetzt wurde. Dafür musste die Orgelempore erweitert werden. Das ehemalige Orgelgehäuse ist seitdem in Willprechtszell aufzufinden. Im 19. und 20. Jahrhundert gab es dann mehrere Umbauten und Erweiterungen. Eine neue Orgel mit 49 Registern und drei Manualen wurde 1937 von der Orgelwerkstatt Dreher & Flamm aufgebaut.
In den 1980er Jahren kam dann der Wunsch nach einer neuen Orgel auf. Sie sollte 42 Register und 2773 Pfeifen (2531 aus Zinn und 242 aus Holz) besitzen und von der Orgelbauwerkstatt Klais gebaut werden, wobei man aufgrund des Denkmalschutzes das bestehende Jugendstil-Gehäuse aus dem Jahr 1908 erhalten und für das Rückpositiv etwas erweitert hat. 1989 wurde das Instrument fertiggestellt. Im Jahr 2020 wurde die Orgel durch die Orgelbauwerkstatt Weishaupt generalsaniert.
| I Rückpositiv C–g3 |         |
| Rohrflöte          | 08′     |
| Quintade           | 08′     |
| Principal          | 04′     |
| Blockflöte         | 04′     |
| Nasard             | 02 ⁄3′  |
| Octave             | 02′     |
| Traversflöte       | 02′     |
| Terz               | 01 3⁄5′ |
| Larigot            | 01 ⁄3′  |
| Scharff IV         | 01′     |
| Dulcian            | 16′     |
| Cromorne           | 08′     |
| Tremulant          |         |

| II Hauptwerk C–g3 |        |
| Bourdon           | 16′    |
| Principal         | 08′    |
| Offenflöte        | 08′    |
| Spitzgedackt      | 08′    |
| Octave            | 04′    |
| Rohrflöte         | 04′    |
| Quinte            | 02 ⁄3′ |
| Superoctave       | 02′    |
| Cornet V (ab g0)  | 08′    |
| Mixtur VI         | 01 ⁄3′ |
| Trompete          | 16′    |
| Trompete          | 08′    |

| III Schwellwerk C–g3  |        |
| Bordun                | 08′    |
| Gamba                 | 08′    |
| Vox coelestis (ab c0) | 08′    |
| Traversflöte          | 04′    |
| Salicet               | 04′    |
| Piccolo               | 02′    |
| Sesquialter II        | 02 ⁄3′ |
| Oboe                  | 08′    |
| Vox humana            | 08′    |
| Tremulant             |        |

| II Pedalwerk C–f1 |         |
| Principal         | 16′     |
| Subbaß            | 16′     |
| Quinte            | 10 2⁄3′ |
| Octave            | 08′     |
| Pommer            | 08′     |
| Tenoroctave       | 04′     |
| Rauschpfeife IV   | 02 ⁄3′  |
| Posaune           | 16′     |
| Trompete          | 08′     |

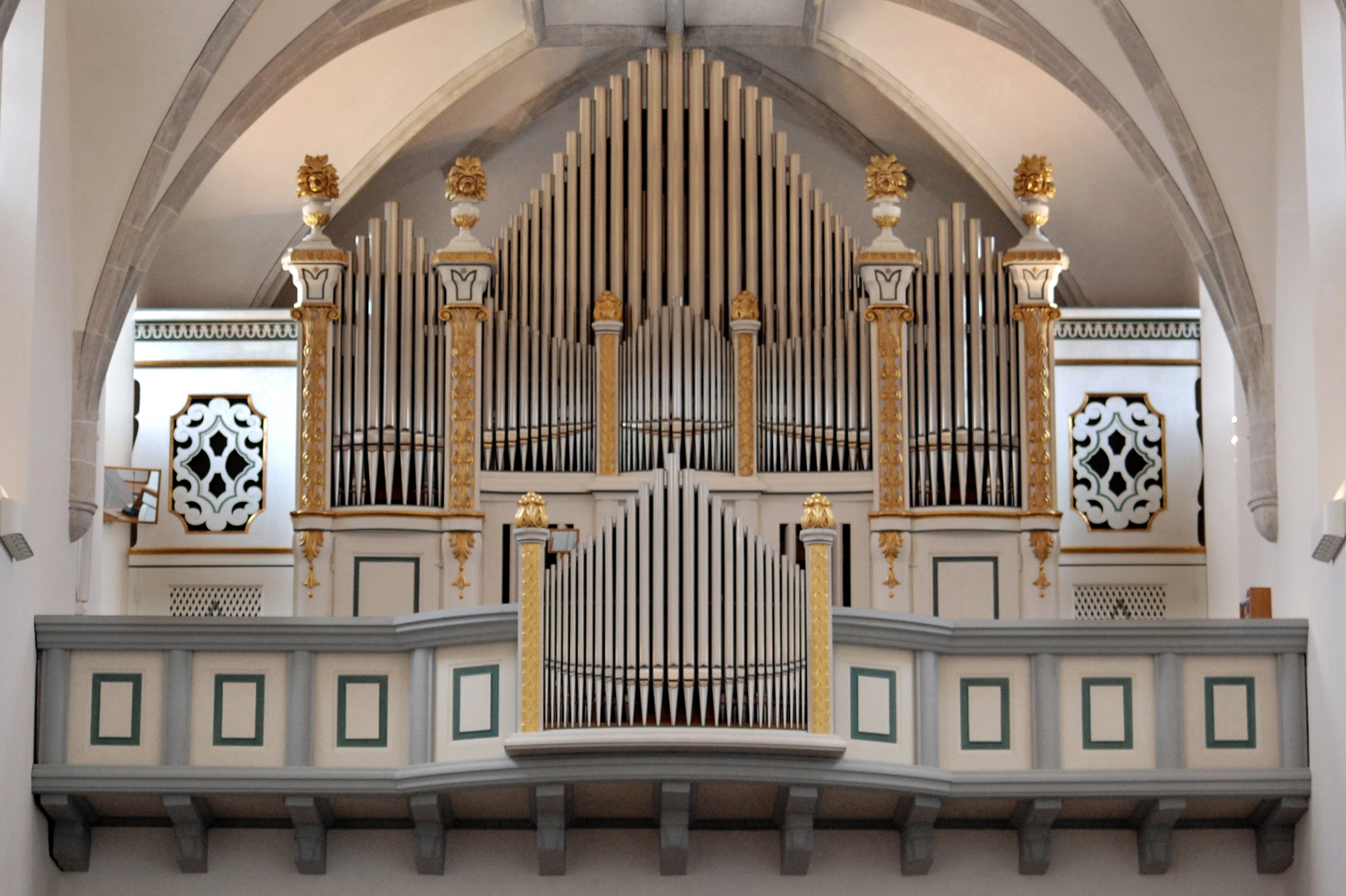
Die Klais-Orgel in der Stadtpfarrkirche Aichach (Zustand 2020). Der Jugendstil-Orgelprospekt wurde 1907 von Richard Berndl entworfen.

- Koppeln: I/II, III/II, I/P, II/P, III/P
- Spielhilfen: sechsfache mechanische Setzerkombination

## Gottesdienstzeiten
| Montag      | Dienstag       | Mittwoch      | Donnerstag    | Freitag       | Samstag                                                        | Sonntag                                    |
| ----------- | -------------- | ------------- | ------------- | ------------- | -------------------------------------------------------------- | ------------------------------------------ |
| 8.30 Laudes | 18.00 Hl.Messe | 9.00 Hl.Messe | 9.00 Hl.Messe | 9.00 Hl.Messe | 18.00 Vorabendmesse / Jugendgottesdienst (nur einmal im Monat) | 9.00 Sonntagshochamt                       |
|             |                |               |               |               |                                                                | 10.30 Heilige Messe / Familiengottesdienst |